# مارسيل لانغ
مارسيل لانغ هو مغني أوبرا ومغني سويسري، ولد في 13 يونيو 1956 في بازل في سويسرا، وتوفي بنفس المكان في 27 يونيو 2009.